# John Brooks
John Anthony Brooks Jr. (ur. 28 stycznia 1993 w Berlinie) – amerykański piłkarz grający na pozycji środkowego obrońcy. Posiada również obywatelstwo niemieckie.

## Kariera

### Kariera klubowa
Brooks treningi piłki nożnej rozpoczął w 2000 roku w klubie Lichtenrader BC 25. W latach 2003–2007 trenował w Hercie Zehlendorf. W 2007 roku dołączył do juniorskiej drużyny Herthy Berlin.
W sezonie 2011/2012 występował w zespole rezerw Herthy Berlin, która brała udział w rozgrywkach Regionalligi Północ. Przed sezonem 2012/2013 został włączony w szeregi pierwszej drużyny. W rozgrywkach 2. Bundesligi zadebiutował 3 sierpnia 2012 w meczu przeciwko SC Paderborn (2:2). W sezonie 2012/2013 rozegrał w sumie 29 meczów ligowych, w których zdobył jednego gola, a Hertha awansowała do Bundesligi.

### Kariera reprezentacyjna
Posiadając dwa obywatelstwa, Brooks mógł reprezentować zarówno Niemcy, jak i Stany Zjednoczone. Występował w kadrach U-20 obu tych państw. Ostatecznie zdecydował się na grę dla Stanów Zjednoczonych. W seniorskiej reprezentacji zadebiutował 14 sierpnia 2013 w wygranym wyjazdowym meczu w Sarajewie przeciwko Bośni i Hercegowinie (3:4).